# Port de Beyrouth
 (septembre 2024).
La mise en forme du texte ne suit pas les recommandations de Wikipédia : il faut le « wikifier ».
Les points d'amélioration suivants sont les cas les plus fréquents. Le détail des points à revoir est peut-être précisé sur la page de discussion.
- Les titres sont pré-formatés par le logiciel. Ils ne sont ni en capitales, ni en gras.
- Le texte ne doit pas être écrit en capitales (les noms de famille non plus), ni en gras, ni en italique, ni en « petit »…
- Le gras n'est utilisé que pour surligner le titre de l'article dans l'introduction, une seule fois.
- L'italique est rarement utilisé : mots en langue étrangère, titres d'œuvres, noms de bateaux, etc.
- Les citations ne sont pas en italique mais en corps de texte normal. Elles sont entourées par des guillemets français : « et ».
- Les listes à puces sont à éviter, des paragraphes rédigés étant largement préférés. Les tableaux sont à réserver à la présentation de données structurées (résultats, etc.).
- Les appels de note de bas de page (petits chiffres en exposant, introduits par l'outil «  Source ») sont à placer entre la fin de phrase et le point final[comme ça].
- Les liens internes (vers d'autres articles de Wikipédia) sont à choisir avec parcimonie. Créez des liens vers des articles approfondissant le sujet. Les termes génériques sans rapport avec le sujet sont à éviter, ainsi que les répétitions de liens vers un même terme.
- Les liens externes sont à placer uniquement dans une section « Liens externes », à la fin de l'article. Ces liens sont à choisir avec parcimonie suivant les règles définies. Si un lien sert de source à l'article, son insertion dans le texte est à faire par les notes de bas de page.
- La présentation des références doit suivre les conventions bibliographiques. Il est recommandé d'utiliser les modèles {{Ouvrage}}, {{Chapitre}}, {{Article}}, {{Lien web}} et/ou {{Bibliographie}}. Le mode d'édition visuel peut mettre en forme automatiquement les références.
- Insérer une infobox (cadre d'informations à droite) n'est pas obligatoire pour parachever la mise en page.

Pour une aide détaillée, merci de consulter Aide:Wikification.
Si vous pensez que ces points ont été résolus, vous pouvez retirer ce bandeau et améliorer la mise en forme d'un autre article.
 (janvier 2017).
Si vous disposez d'ouvrages ou d'articles de référence ou si vous connaissez des sites web de qualité traitant du thème abordé ici, merci de compléter l'article en donnant les références utiles à sa vérifiabilité et en les liant à la section « Notes et références ».
 (avril 2023).

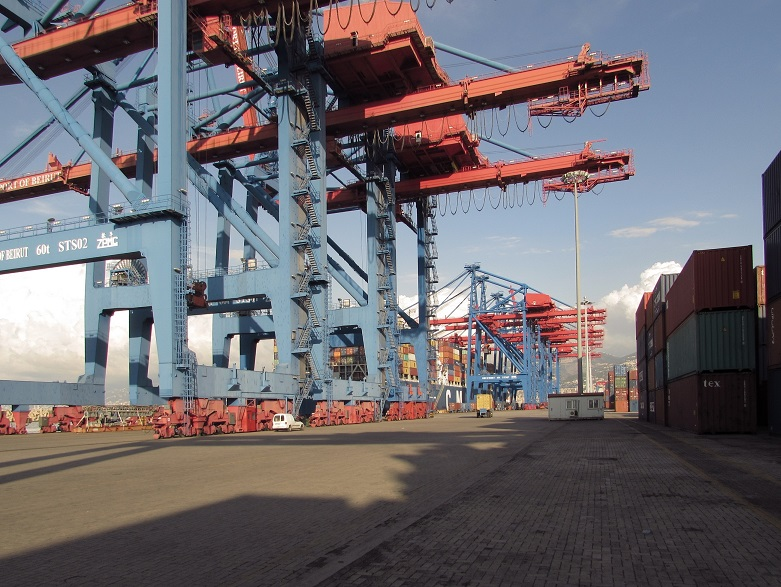
Conteneurs sur le port.

Le port de Beyrouth (en arabe : مرفأ بيروت), était le principal port du Liban, situé sur la partie orientale du golfe de Saint-Georges, sur la côte méditerranéenne Nord de Beyrouth, ainsi qu’à l'ouest du Nahr Beyrouth.
Il a été détruit lors des deux explosions du 4 août 2020.

## Historique
Il existait déjà un port phénicien sur le site de Beyrouth quinze siècles avant l'ère commune.
Le port industriel de Beyrouth a été créé par l'Empire ottoman à la fin du XIXe siècle.

## Description
Le port de Beyrouth était l'un des ports les plus importants et les plus fréquentés de la Méditerranée orientale jusqu'à sa destruction . Le port de Beyrouth et l'aéroport international Rafic-Hariri de Beyrouth sont les principaux ports d'entrée du Liban.
Le port était exploité et géré par la Gestion et exploitation du port de Beyrouth (GEPB). Les opérations des terminaux de conteneurs sont sous-traitées par un consortium privé appelé Beirut Container Terminal Consortium (BCTC).
Depuis la fin de la guerre civile libanaise en 1990, le port a subi un important programme de modernisation et d'agrandissement avec la réhabilitation des installations portuaires existantes, la construction de nouveaux bâtiments administratifs et la construction d'un nouveau terminal à conteneurs.
C'est une passerelle importante pour le transport de marchandises vers la Syrie, la Jordanie, l'Irak et les États du Golfe[réf. nécessaire].
Le port de Beyrouth avait une superficie totale de 1 200 000 m2 et dispose de 4 bassins, 16 quais et un nouveau terminal de conteneurs au quai capable de traiter 745 000 unités équivalentes de vingt pieds (TEU) par an[réf. nécessaire].
La zone franche comprenait trois bâtiments industriels avec des entrepôts couvrant une superficie totale de 32 400 m2 et un bâtiment commercial avec 46 magasins hors taxes (duty free) couvrant une superficie de 11 200 m2. En 2007, la Zone franche logistique (LFZ) a été créée et comprend plusieurs entrepôts logistiques où les biens peuvent subir des transformations avant d'être exportés via terre, mer et air ou importés au Liban[réf. nécessaire].
La zone de cargaison générale comprenait douze entrepôts et un silo à grains avec une capacité de 120 000 tonnes de céréales.
Le port de Beyrouth avait été choisi comme centre de transbordement pour les deuxième et troisième plus grandes compagnies de transport maritime à conteneurs dans le monde, la Compagnie maritime d'affrètement – Compagnie générale maritime (CMA-CGM). Cette dernière a construit un bâtiment régional de douze millions de dollars à proximité du port. 
Le terminal de passagers est situé le long du quai 5 en face du deuxième bassin du port. L'installation a été jugée dépassée et inadéquate, de sorte qu'elle est reconstruite dans une installation moderne de 600 m2[réf. nécessaire]. Face à la mer se dresse la statue de l'Émigré libanais
Le 4 août 2020, le port est détruit par deux violentes explosions, causées par 2 750 tonnes de nitrate d’ammonium, qui provoquent des dégâts humains et matériels importants. Selon certains experts, le port était contrôlé par le Hezbollah et, outre son rôle primordial pour l'économie libanaise, se trouvait au cœur d'un système de contrebande[réf. nécessaire]. En aout 2022, des silos endommagés par les explosions de 2020 s'effondrent. En 2023, l'enquête sur les circonstances et responsabilités de cette explosion semble enlisée du fait de liens de parenté entre responsables politiques et magistrats et aussi d'opposition entre procureur et juge.

## Consortium terminal de conteneurs de Beyrouth

### Contexte historique
Le nom de Port de Beyrouth a été mentionné dès le XVe siècle av. J.-C. dans les lettres mutuelles des Pharaons et des Phéniciens, et pendant l'époque romaine, il a été développé en un centre commercial et économique[réf. nécessaire]. Pendant l'ère Omayyade, le port de Beyrouth devient le port de la première flotte arabe[réf. nécessaire]. Lors des croisades, le port de Beyrouth a un rôle important dans le commerce maritime entre l'Orient et l'Occident[réf. nécessaire]. Ce rôle est fortifié pendant l'ère Mamelouk quand il est transformé en un port commercial visité par les pèlerins de Terre sainte[réf. nécessaire]. Vers la fin du XIXe siècle, le port actuel de Beyrouth est fondé[réf. nécessaire].

### Concession de Beyrouth
Le 19 juin 1887, l'autorité ottomane donne la concession du port à une entreprise ottomane nommée Compagnie du Port des Quais et des Entrepôts de Beyrouth. La concession est plus tard fortifiée lorsque la compagnie obtient de la douane les droits exclusifs de stocker et de transporter toutes les marchandises de transit passant par les douanes. Les travaux de construction, à savoir un barrage maritime pour l'expansion et le développement du port, ont été accomplis et l'ouverture à l'occasion de l'accomplissement de ces travaux a été célébrée à la fin de 1894[réf. nécessaire]. Des bassins sont développés et répartis entre Ras al-Shamiah et Ras al-Mudawar.
Le 20 mai 1925, la Compagnie du Port des Quais et des Entrepôts de Beyrouth devient française. Le 13 avril 1960, le nom de la société est changé et une concession de trente ans est accordée à une société libanaise appelée « Compagnie de Gestion et d'Exploitation du Port de Beyrouth »[réf. nécessaire].